# Солонино, Михаил Андреевич
Солонино Михаил Андреевич (9 марта 1885 года, Киев — 8 сентября 1937 года, Карлаг) — советский лингвист и языковед, специалист по романским и германским языкам, первый переводчик Жозефа Вандриеса. Автор статей «Французский язык» для первого издания Большой Советской Энциклопедии (1926) и «Английский язык» для Литературной энциклопедии (1930), первых советских учебников по обучению языкам.

## Биография
Михаил Андреевич Солонино родился в 1885 году в Киеве в семье крупного помещика. Его мать была француженкой, ребёнок вырос билингвой, и возможно поэтому выбрал профессию лингвиста, специалиста по романским и германским языкам.
Получил высшее педагогическое образование, всегда совмещал научную работу с преподаванием. В начале 20-х годов — преподаватель «по языкам» геологоразведочного факультета Московской горной академии. Потом переехал в Казахстан, провёл несколько лет в Алма-Ате, где работал над созданием комплекса учебников русского языка для местных школ. Вернувшись в Москву, до 1935 года преподавал в Московском педагогическом институте новых языков.
В Москве проживал по адресу: ул. Арбат, 51, стр. 1.

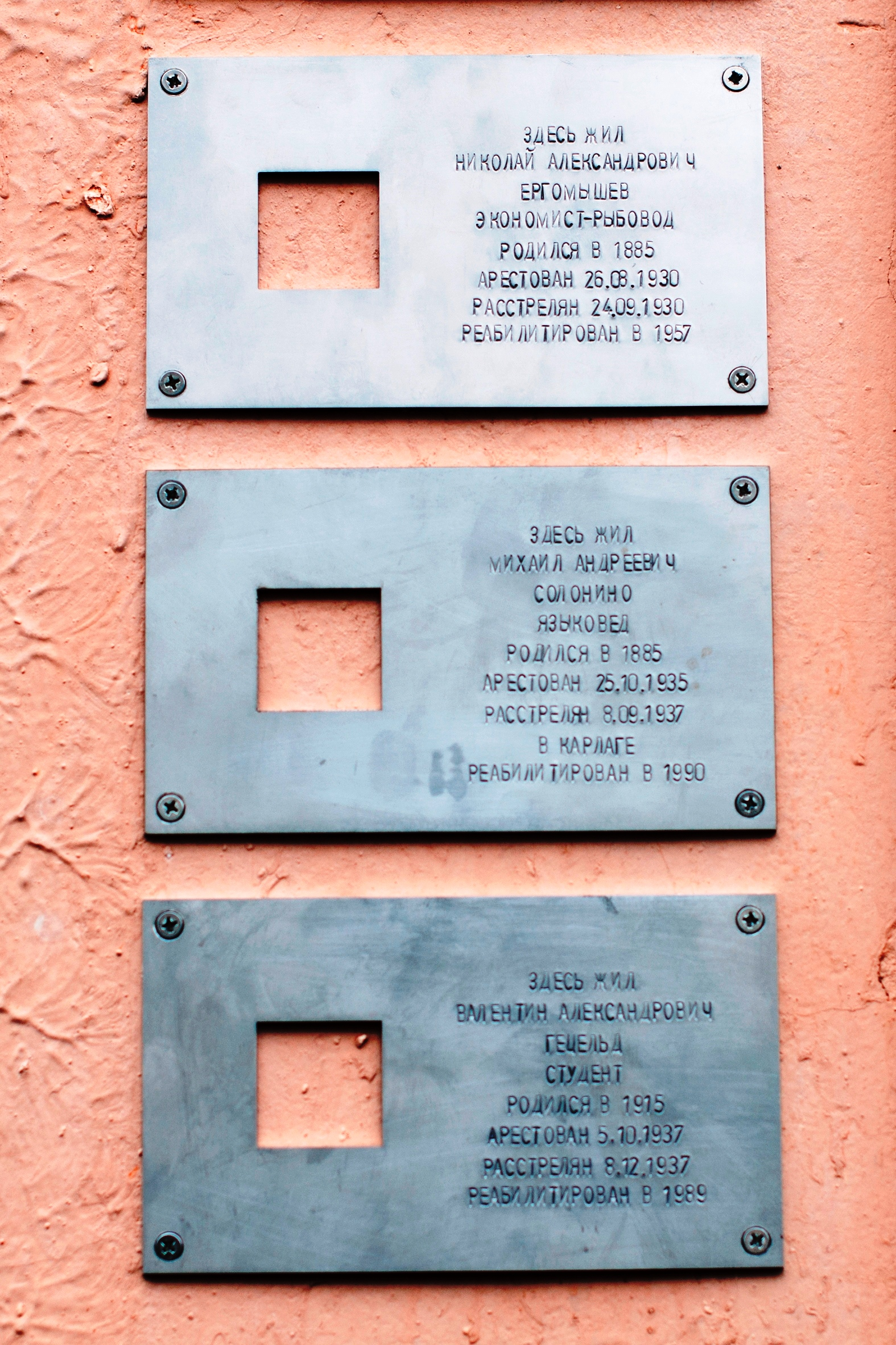
Последний адрес на доме репрессированного

Арестован 25 октября 1935 года, а 22 февраля 1936 года, осуждён Особым совещанием НКВД СССР по обвинению в «контрреволюционной агитации» на пять лет лагерей. В исправительно-трудовой лагерь Михаил Андреевич прибыл 27 марта 1936 г. Срок отбывал в Карлаге, где работал преподавателем русского языка в учкомбинате в селе Долинка.
Находясь в лагере, Солонино был повторно арестован и 31 августа 1937 г. осуждён тройкой при УНКВД по Карагандинской области по статье 58-10 УК к высшей мере наказания. Расстрелян 8 сентября 1937 года.
В 1990 году реабилитирован за отсутствием состава преступления.

## Научная деятельность
В 1934 году выпустил учебник «Английская лексикология. Учебник для высших педагогических учебных заведений». В 1935 году вышел другой учебник Солонино «Что такое Basic english?». Михаил Андреевич был также автором статей «Французский язык» для первого издания Большой Советской Энциклопедии (1926) и «Английский язык» для Литературной энциклопедии (1930), учебника «Обучение русскому языку нерусских : Методическое пособие для занятия в начальных общеобразовательных школах взрослых».
В 1930-х годах прошлого столетия по инициативе Розалии Осиповны Шор началось издание серии «Языковеды Запада», в рамках которой были опубликованы труды крупнейших зарубежных лингвистов Ф. де Соссюра, Э. Сепира, Ж. Вандриеса, В. Томсена и А. Мейе. М. А. Солонино принимал участие в этом проекте в качестве переводчика: Владимир Алпатов в своей книге «Языковеды, востоковеды, историки» приводит устное свидетельство автора комментариев к изданию профессора Петра Саввича Кузнецова, утверждавшего, что Солонино переводил «Язык: Лингвистическое введение в историю» Жозефа Вандриеса. На самой книге, сданной в печать после ареста Михаила Андреевича, имя переводчика не указано, заменено тремя звёздочками.

### Избранные труды
- Солонино М. А., Чехов Н. В. Обучение русскому языку нерусских : Методическое пособие для занятия в начальных общеобразовательных школах взрослых / Составили М. А. Солонино и Н. В. Чехов. — Москва : ВЧКЛБ — Главполитпросвет Центриздат, 1929
- Розенбаум Э. М., Солонино М. А., Рыт Е. М. Основы синтаксиса русского языка в сжатом изложении : (Систематический курс — минимум для К. У. Т. К.) / Э. Розенбаум, Е. Рыт, М. Солонино; Под общ. ред. Е. Рыта Коммун. ун-т трудящихся Китая. — Москва : Ун-т трудящихся Китая, 1929
- Солонино М. А. Английская лексикология : Учебник для высш. пед. учеб. заведений : Допущен Наркомпросом РСФСР / М. А. Солонино. — Москва : Гос. учеб.-пед. изд-во, 1934
- Солонино М. А. Что такое Basic English?. — Москва ; Ленинград : Изд-во иностр. рабочих в СССР, 1935.